# Corno de África

Países constituintes

Corno de África (português europeu) ou Chifre da África (português brasileiro), também conhecido como Nordeste Africano e algumas vezes como Península Somali, é uma designação da região nordeste do continente africano, que inclui a Somália, a Etiópia, a Eritreia e o Djibuti. Tem uma área de aproximadamente 2 milhões de km² e uma população de cerca de 116 milhões de pessoas (Etiópia: 94,3 mi, Somália: 14,7 mi; Eritreia: 5 mi; Djibuti: 956 mil).

## Etimologia

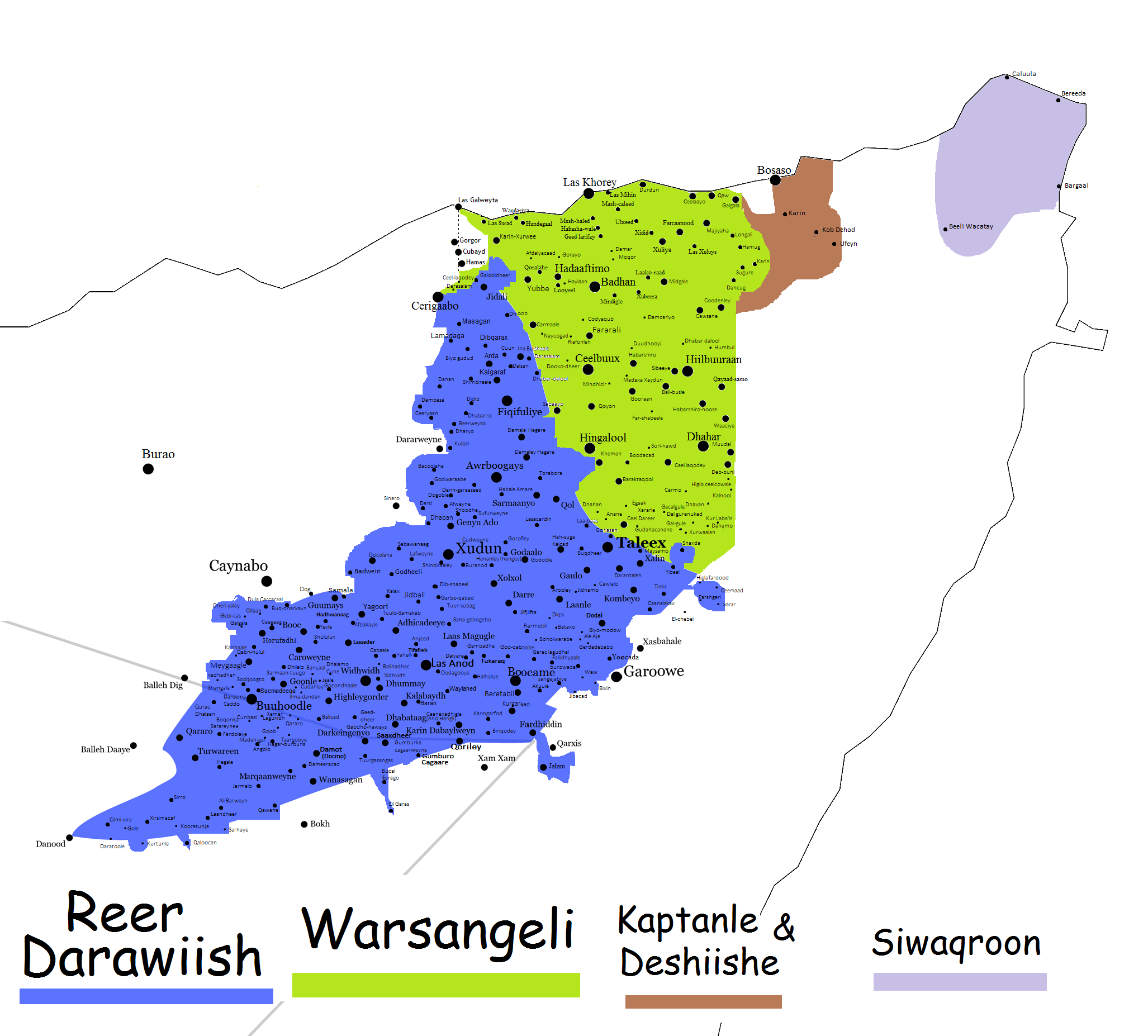
Tribos na ponta do Chifre da África

O nome Corno de África pode ter sido originado pela forma pontiaguda daquela parte do continente, ou provir da mitologia. A despeito dos possíveis significados vulgares da palavra corno no português e em outros idiomas, o termo alude, para os nativos da região, ao efeito afrodisíaco do corno de rinoceronte e, para muitos africanos, é um símbolo de poder, além de um importante meio de comunicação: tradicionalmente, o anúncio para as principais cerimônias tribais é feito soprando-se num corno de pala-pala ou cudo, dois dos antílopes mais “nobres”.

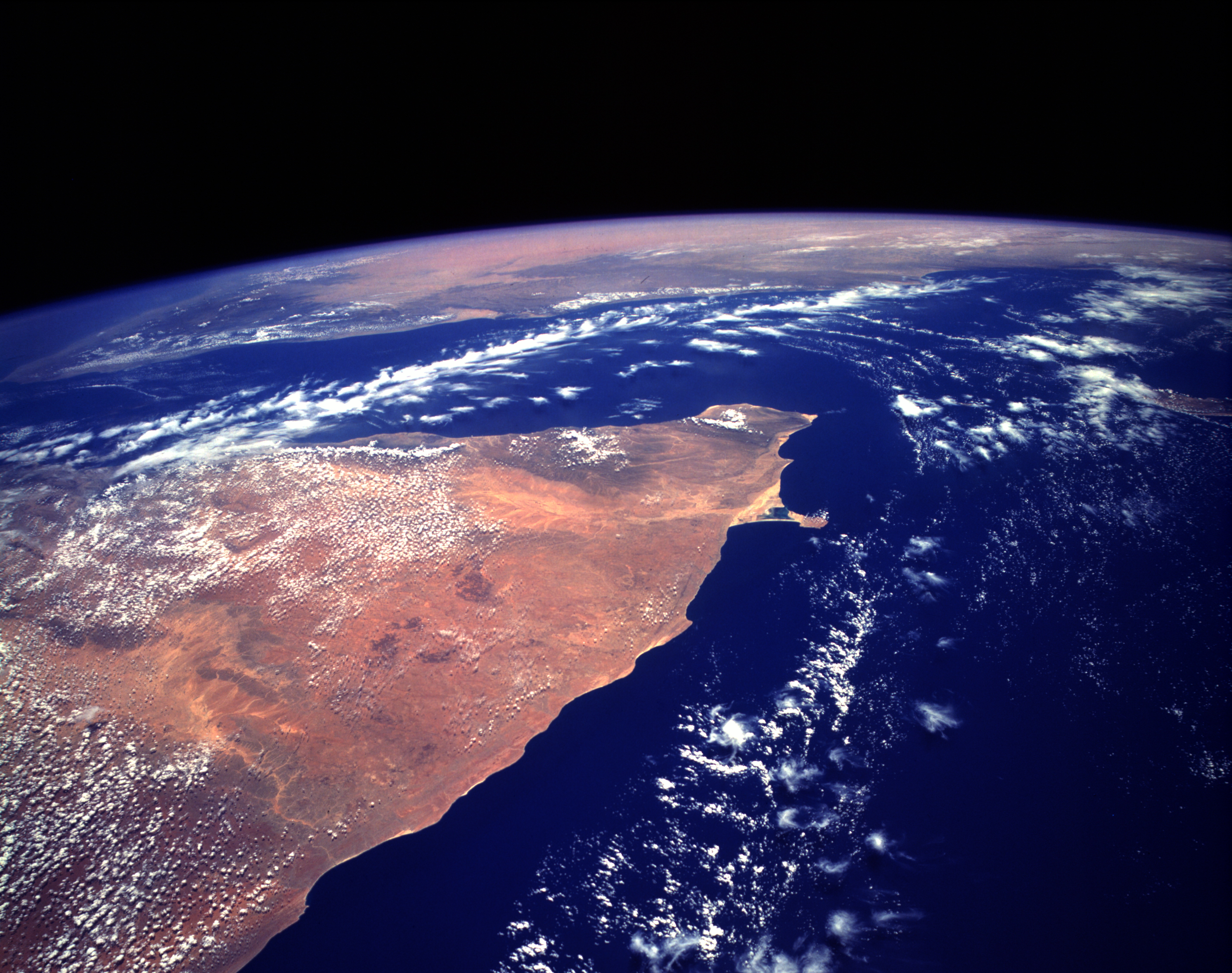
Corno de África vista de satélite

Tal referência também é encontrada na cultura chinesa, no episódio mitológico da vitória de Huang Ti, o Imperador Amarelo, sobre
Tche Yeu, "o de cabeça cornuda".

## Países constituintes
- Djibuti
- Etiópia
- Eritreia
- Somália

## Geopolítica
A região do Chifre da África  apresenta significativa importância estratégica do ponto de vista geopolítico, sendo palco de disputas políticas e ideológicas indiretas das grandes potências internacionais. Trata-se de uma região bastante visada para o transporte marítimo internacional, por estar geograficamente localizada na entrada do Mar Vermelho.
Apesar dessa importância, a associação entre instabilidade política, conflitos locais, guerras civis, oscilações climáticas e uso do solo inadequado leva à ocorrência de baixos níveis de IDH e diversos problemas decorrentes de tal situação, como pobreza e insuficiência alimentar.

### Fome e pobreza

#### Crise de 2022
Em fevereiro de 2022 a Organização das Nações Unidas (ONU) declarou preocupação em relação ao fato de existirem 13 milhões de pessoas sob ameaça de fome severa na região do Chifre da África. Segundo o Programa Alimentar Mundial, mantido pela da ONU, plantações foram arruinadas pela seca, afetando intensamente a população da região, levando à disseminação generalizada de fome e desnutrição. Adicionalmente, a organização internacional declarou que problemas econômicos levaram a alta da inflação, encarecendo o custo de vida, dificultando o acesso à alimentação e também a recursos básicos necessários para sobrevivência.